# Joachim Aminoff
Joachim Aminoff, född 11 juli 1678 i Ingermanland, död 30 maj 1738 i Göteborg, var en svensk militär.
Joachim Aminoff var son till överstelöjtnant Henrik Aminoff och Hedvig Elisabet Cronman. Han blev korpral vid Savolax och Nyslotts läns infanteriregemente 1694, furir 1695, sergeant 1696, fänrik 1697, löjtnant 1701 och 1705 kaptenlöjtnant vid Livländska dragonregementet Albedyhl. Han deltog 1700 i striderna vid Yxkullshov och 1702 i slaget vid Düna, i striderna vid Saladin 1703 och Jakobstad 1704 samt belägringen av Birsen 1705. År 1709 blev han löjtnant vid Livgardet och 1711 kapten där. Aminoff blev 1718 överstelöjtnant och chef för Svenska livregementet till fot en post han innehade till 1719. Han erhöll 1721 överstes titel och blev överstelöjtnant vid Tavastehus regemente med överstes karaktär 1721. År 1723 blev han överstelöjtnant vid garnisonsregementet i Göteborg och 1735 kommendant på Nya Älvsborgs fästning. Aminoff sökte flera gånger lediga överstebefattningar utan att lyckas.